# Jochen Hellbeck
Jochen Hellbeck (* 1966 in Bonn) ist ein deutscher Osteuropahistoriker.
Hellbeck studierte Geschichte und Slawistik in Bonn, Berlin, Leningrad, Bloomington und New York. Seit 2003 lehrt er als Associate Professor an der Rutgers University  im US-Bundesstaat New Jersey. Er forscht schwerpunktmäßig zur kulturellen, politischen und geistigen Geschichte der Sowjetunion, insbesondere während des Zweiten Weltkriegs und des Kalten Krieges. Seine unter dem Titel Die Stalingrad-Protokolle 2012 vorgelegte Auswertung Hunderter Interviews mit Rotarmisten zur Schlacht von Stalingrad (1942/43) fand eine breite Rezeption.

## Schriften
- Tagebuch aus Moskau 1931–1939. Deutscher Taschenbuchverlag (dtv), München 1996, ISBN 3-423-02971-4
- Autobiographical practices in Russia [= Autobiographische Praktiken in Russland]. Unipress, Göttingen 2004, ISBN 3-89971-192-0.
- Revolution on My Mind. Writing a Diary under Stalin. Harvard University Press, Cambridge 2006[3]
- Die Stalingrad-Protokolle. Sowjetische Augenzeugen berichten aus der Schlacht. Übersetzung der Protokolle aus dem Russischen von Christiane Körner und Annelore Nitschke. S. Fischer, Frankfurt a. M. 2012, ISBN 978-3-10-030213-7.
- Ein Krieg wie kein anderer. Der deutsche Vernichtungskrieg gegen die Sowjetunion. Eine Revision. Aus dem Englischen von Karin Hielscher. S.Fischer Verlag, Frankfurt am Main  2025, ISBN  978-3-10-397050-0 (Die englischsprachige Ausgabe erschien im Frühjahr 2025 unter dem Titel World Enemy # 1: Nazi Germany, Soviet Russia, and the Fate of the Jews bei Penguin Press, einem Imprint von Penguin Random House LtD., New York City, USA.)